# 650

## Hlavy států
- Papež – Martin I. (649–654/655)
- Sámova říše – Sámo (623–659)
- Byzantská říše – Konstans II. (641–668)
- Franská říše
  - Neustrie & Burgundsko – Chlodvík II. (639–658)
  - Austrasie – Sigibert III. (634–656) + Grimoald (majordomus) (643–657)
- Chalífát – Uthmán ibn Affán (644–656)
- Anglie
  - Wessex – Cenwalh (648–672)
  - Essex – Sigeberht I. Malý (617–653)
  - Mercie – Penda (633–655)
- První bulharská říše –  Kuvrat (630–641/668)?